# Danh sách cầu thủ tham dự cúp bóng đá châu Đại Dương 2016
Trong Cúp bóng đá châu Đại Dương 2016, 8 đội bóng tham gia phải lên danh sách đội hình 23 người – trong đó có 3 cầu thủ phải là thủ môn.
Tuổi của cầu thủ được tính đến 28 tháng 5 năm 2016, ngày đầu tiên của giải đấu. Số trận tính cho các cầu thủ không bao gồm các trận đấu sau khi khởi tranh Cúp bóng đá châu Đại Dương 2016. Câu lạc bộ được liệt kê của cầu thủ là câu lạc bộ được thi đấu gần nhất trước giải đấu.

## Bảng A

### Tahiti
Huấn luyện viên:  Ludovic Graugnard

| Số | VT | Cầu thủ                  | Ngày sinh (tuổi)            | Trận | Bàn | Câu lạc bộ         |
| -- | -- | ------------------------ | --------------------------- | ---- | --- | ------------------ |
| 1  | TM | Mickaël Roche            | 24 tháng 12, 1982 (33 tuổi) | 7    | 0   | A.S. Tefana        |
| 2  | HV | Taumihau Tiatia          | 25 tháng 7, 1991 (24 tuổi)  | 0    | 0   | A.S. Tefana        |
| 4  | HV | Ricky Aitamai            | 22 tháng 12, 1991 (24 tuổi) | 4    | 0   | A.S. Vénus         |
| 5  | HV | Rainui Aroita            | 25 tháng 1, 1994 (22 tuổi)  | 1    | 0   | A.S. Tamarii Faa'a |
| 6  | TV | Henri Caroine            | 7 tháng 9, 1981 (34 tuổi)   | 9    | 0   | Horizon Patho      |
| 7  | TV | Temarii Tinorua          | 4 tháng 9, 1986 (29 tuổi)   | 10   | 2   | A.S. Tefana        |
| 8  | TĐ | Tauatua Lucas            | 23 tháng 11, 1994 (21 tuổi) | 3    | 1   | A.S. Tefana        |
| 9  | TV | Tauhiti Keck             | 1 tháng 8, 1994 (21 tuổi)   | 1    | 0   | A.S. Tefana        |
| 10 | TĐ | Teaonui Tehau            | 1 tháng 9, 1992 (23 tuổi)   | 17   | 8   | A.S. Pirae         |
| 11 | TV | Jay Warren               | 4 tháng 5, 1989 (27 tuổi)   | 1    | 0   | A.S. Pirae         |
| 12 | TV | Mauarii Tehina           | 16 tháng 10, 1993 (22 tuổi) | 0    | 0   | A.S. Vénus         |
| 13 | TĐ | Steevy Chong Hue         | 26 tháng 1, 1990 (26 tuổi)  | 25   | 10  | A.S. Tefana        |
| 14 | HV | Matatia Paama            | 3 tháng 10, 1992 (23 tuổi)  | 0    | 0   | A.S. Central Sport |
| 15 | TV | Heimano Bourebare        | 15 tháng 5, 1989 (27 tuổi)  | 14   | 1   | A.S. Tefana        |
| 16 | TM | Bruno Tetuanui           | 26 tháng 5, 1982 (34 tuổi)  | 0    | 0   | A.S. Central Sport |
| 17 | TV | Tamatoa Tetauira         | 17 tháng 4, 1996 (20 tuổi)  | 0    | 0   | A.S. Dragon        |
| 18 | HV | Tefai Fehau              | 26 tháng 2, 1988 (28 tuổi)  | 0    | 0   | A.S. Vénus         |
| 19 | HV | Vincent Simon            | 28 tháng 9, 1983 (32 tuổi)  | 23   | 1   | A.S. Pirae         |
| 20 | TV | Alvin Tehau              | 10 tháng 4, 1989 (27 tuổi)  | 18   | 6   | A.S. Tefana        |
| 21 | TĐ | Fred Tissot              | 14 tháng 7, 1995 (20 tuổi)  | 0    | 0   | A.S. Central Sport |
| 22 | HV | Nicolas Vallar (Captain) | 22 tháng 10, 1983 (32 tuổi) | 15   | 4   | A.S. Tefana        |

### Nouvelle-Calédonie
Huấn luyện viên:  Thierry Sardo

| Số | VT | Cầu thủ              | Ngày sinh (tuổi)            | Trận | Bàn | Câu lạc bộ      |
| -- | -- | -------------------- | --------------------------- | ---- | --- | --------------- |
| 1  | TM | Dimitri Petemou      | 3 tháng 8, 1980 (35 tuổi)   | 2    | 0   | Baco            |
| 2  | HV | Judikael Ixoée       | 7 tháng 3, 1990 (26 tuổi)   | 11   | 1   | Carqueiranne    |
| 3  | HV | Joseph Tchako        | 30 tháng 3, 1993 (23 tuổi)  | 2    | 0   | Mont-Dore       |
| 4  | HV | Georges Béaruné      | 27 tháng 7, 1989 (26 tuổi)  | 12   | 1   | Magenta         |
| 5  | HV | Kevin Nemia          | 31 tháng 7, 1989 (26 tuổi)  | 0    | 0   | Magenta         |
| 6  | TV | Cédric Sansot        | 13 tháng 4, 1989 (27 tuổi)  | 2    | 0   | Magenta         |
| 7  | TV | Joël Wakanumuné      | 30 tháng 9, 1986 (29 tuổi)  | 18   | 1   | Magenta         |
| 8  | TV | Roy Kayara           | 2 tháng 5, 1990 (26 tuổi)   | 21   | 6   | Hienghène Sport |
| 9  | TĐ | Jean-Philippe Saïko  | 20 tháng 8, 1990 (25 tuổi)  | 0    | 0   | Poitiers        |
| 10 | TV | César Zeoula         | 29 tháng 8, 1989 (26 tuổi)  | 24   | 9   | Stade Lavallois |
| 11 | TĐ | Bertrand Kaï         | 6 tháng 6, 1983 (32 tuổi)   | 31   | 20  | Hienghène Sport |
| 12 | HV | Loic Wakanumuné      | 27 tháng 3, 1985 (31 tuổi)  | 2    | 0   | Magenta         |
| 13 | HV | Jean-Brice Wadriako  | 15 tháng 1, 1993 (23 tuổi)  | 1    | 0   | Magenta         |
| 14 | TV | Jacky Meindu         | 6 tháng 6, 1989 (26 tuổi)   | 1    | 0   | Nouméa          |
| 15 | TV | Joerisse Cexome      | 19 tháng 1, 1990 (26 tuổi)  | 2    | 0   | Lössi           |
| 16 | HV | Jean-Christ Wajoka   | 6 tháng 9, 1992 (23 tuổi)   | 2    | 0   | Magenta         |
| 17 | TĐ | Jefferson Dahite     | 21 tháng 6, 1991 (24 tuổi)  | 2    | 0   | Hienghène Sport |
| 18 | HV | Emile Béaruné        | 7 tháng 2, 1990 (26 tuổi)   | 25   | 1   | Horizon Patho   |
| 19 | TV | Joseph Athale        | 11 tháng 7, 1995 (20 tuổi)  | 2    | 0   | Wetr            |
| 20 | TM | Thomas Schmidt       | 4 tháng 6, 1996 (19 tuổi)   | 2    | 0   | Lössi           |
| 21 | TĐ | Georges Gope-Fenepej | 23 tháng 10, 1988 (27 tuổi) | 16   | 15  | Amiens          |
| 23 | TM | Jelen Ixoée          | 6 tháng 6, 1988 (27 tuổi)   | 1    | 0   | Magenta         |

### Samoa
Huấn luyện viên:  Scott Easthope

| Số | VT | Cầu thủ            | Ngày sinh (tuổi)            | Trận | Bàn | Câu lạc bộ                |
| -- | -- | ------------------ | --------------------------- | ---- | --- | ------------------------- |
| 1  | TM | Faalavelvae Matagi | 13 tháng 3, 1997 (19 tuổi)  | 1    | 0   | Vaitele Uta               |
| 2  | TĐ | Johnny Hall        | 16 tháng 2, 1991 (25 tuổi)  | 3    | 2   | Brookvale                 |
| 3  | HV | Kaipo Tagaloa      | 24 tháng 3, 1993 (23 tuổi)  | 0    | 0   | Maui Sabers               |
| 4  | HV | Filipo Bureta      | 5 tháng 3, 1983 (33 tuổi)   | 11   | 0   | Clendon United            |
| 5  | HV | Jarrell Sale       | 16 tháng 9, 1984 (31 tuổi)  | 13   | 0   | Kiwi FC                   |
| 6  | TV | Ryan Martin        | 4 tháng 9, 1993 (22 tuổi)   | 0    | 0   | Onehunga Sports           |
| 7  | TV | Andrew Mobberley   | 10 tháng 3, 1992 (24 tuổi)  | 3    | 2   | Southern United           |
| 8  | TV | Cameron Martin     | 15 tháng 9, 1994 (21 tuổi)  | 0    | 0   | Seattle Sounders FC       |
| 9  | TV | Paulo Scanlan      | 9 tháng 8, 1996 (19 tuổi)   | 0    | 0   | Vaipuna                   |
| 10 | TĐ | Desmond Fa'aiuaso  | 24 tháng 2, 1984 (32 tuổi)  | 14   | 7   | Strickland Brothers Lepea |
| 11 | TĐ | Jai Ingham         | 14 tháng 8, 1993 (22 tuổi)  | 0    | 0   | Melbourne Victory         |
| 12 | TĐ | Mike Saofaiga      | 12 tháng 1, 1991 (25 tuổi)  | 5    | 0   | Kiwi FC                   |
| 13 | TV | Lionel Taylor      | 22 tháng 1, 1984 (32 tuổi)  | 12   | 1   | Kiwi FC                   |
| 14 | TV | Keone Kapisi       | 19 tháng 4, 1994 (22 tuổi)  | 0    | 0   | Maui Sabers               |
| 15 | TĐ | Luki Gosche        | 13 tháng 1, 1986 (30 tuổi)  | 3    | 2   | Kiwi FC                   |
| 16 | HV | Marcus Alimonti    | 4 tháng 7, 1997 (18 tuổi)   | 0    | 0   | Dulwich Hill              |
| 17 | TV | Joseph Dan-Tyrell  | 24 tháng 5, 1994 (22 tuổi)  | 3    | 0   | Central United            |
| 18 | HV | Henry Pupi         | 23 tháng 1, 1993 (23 tuổi)  | 1    | 0   | Vaitele Uta               |
| 19 | TĐ | Lapalapa Toni      | 7 tháng 4, 1994 (22 tuổi)   | 1    | 0   | Lupe o le Soaga           |
| 20 | TV | Silao Malo         | 30 tháng 12, 1990 (25 tuổi) | 9    | 2   | Vaimoso                   |
| 21 | TV | Samuelu Malo       | 4 tháng 4, 1999 (17 tuổi)   | 0    | 0   | Samoa Football Academy    |
| 22 | TM | Charlie Tapelu     | 22 tháng 7, 1993 (22 tuổi)  | 0    | 0   | Vaitele Uta               |
| 23 | TM | Ted Sikovi         | 26 tháng 5, 1983 (33 tuổi)  | 0    | 0   | Lupe o le Soaga           |

### Papua New Guinea
Huấn luyện viên:  Flemming Serritslev

| Số | VT | Cầu thủ              | Ngày sinh (tuổi)            | Trận | Bàn | Câu lạc bộ                   |
| -- | -- | -------------------- | --------------------------- | ---- | --- | ---------------------------- |
| 1  | TM | Ishmael Pole         | 25 tháng 1, 1993 (23 tuổi)  | 0    | 0   | Hekari United                |
| 2  | HV | Daniel Joe           | 29 tháng 5, 1990 (25 tuổi)  | 4    | 0   | Hekari United                |
| 3  | HV | Valentine Nelson     | 12 tháng 4, 1987 (29 tuổi)  | 10   | 0   | Lae City Dwellers            |
| 4  | TV | Alwin Komolong       | 2 tháng 11, 1994 (21 tuổi)  | 0    | 0   | Northern Kentucky University |
| 5  | HV | Felix Komolong       | 6 tháng 3, 1997 (19 tuổi)   | 2    | 0   | Hekari United                |
| 6  | TĐ | Patrick Aisa         | 6 tháng 7, 1994 (21 tuổi)   | 1    | 0   | Rapatona                     |
| 7  | TĐ | Raymond Gunemba      | 10 tháng 12, 1989 (26 tuổi) | 6    | 2   | Lae City Dwellers            |
| 8  | TV | Michael Foster       | 5 tháng 9, 1985 (30 tuổi)   | 11   | 3   | Lae City Dwellers            |
| 9  | TĐ | Nigel Dabingyaba     | 26 tháng 10, 1992 (23 tuổi) | 3    | 0   | Lae City Dwellers            |
| 10 | TV | Obert Bika           | 11 tháng 5, 1993 (23 tuổi)  | 1    | 0   | Lae City Dwellers            |
| 11 | TV | Wira Wama            | 24 tháng 10, 1989 (26 tuổi) | 2    | 0   | Hekari United                |
| 12 | TV | David Muta (Captain) | 24 tháng 10, 1987 (28 tuổi) | 9    | 1   | Hekari United                |
| 13 | HV | Roland Bala          | 18 tháng 9, 1990 (25 tuổi)  | 0    | 0   | FC Port Moresby              |
| 14 | TV | Emmanuel Simon       | 25 tháng 12, 1992 (23 tuổi) | 1    | 0   | Hekari United                |
| 15 | HV | Philip Steven        | 19 tháng 1, 1995 (21 tuổi)  | 2    | 0   | Rapatona                     |
| 16 | HV | Jeremy Yasasa        | 27 tháng 3, 1985 (31 tuổi)  | 9    | 2   | Hekari United                |
| 17 | TV | Jacob Sabua          | 25 tháng 8, 1994 (21 tuổi)  | 0    | 0   | FC Port Moresby              |
| 18 | TĐ | Tommy Semmy          | 30 tháng 9, 1994 (21 tuổi)  | 4    | 0   | Hekari United                |
| 19 | HV | Koriak Upaiga        | 13 tháng 6, 1987 (28 tuổi)  | 7    | 0   | Hekari United                |
| 20 | TM | Ronald Warisan       | 20 tháng 9, 1989 (26 tuổi)  | 3    | 0   | Lae City Dwellers            |
| 21 | HV | Sammie Campbell      | 27 tháng 7, 1986 (29 tuổi)  | 0    | 0   | Hekari United                |
| 22 | HV | Otto Kusunan         | 29 tháng 7, 1993 (22 tuổi)  | 2    | 0   | Hekari United                |
| 23 | TM | Leslie Kalai         | 6 tháng 12, 1984 (31 tuổi)  | 6    | 0   | Hekari United                |

## Bảng B

### Fiji
Huấn luyện viên:  Frank Farina

| Số | VT | Cầu thủ               | Ngày sinh (tuổi)            | Trận | Bàn | Câu lạc bộ         |
| -- | -- | --------------------- | --------------------------- | ---- | --- | ------------------ |
| 1  | TM | Simione Tamanisau     | 5 tháng 6, 1982 (33 tuổi)   | 30   | 0   | Rewa               |
| 2  | HV | Avinesh Suwamy        | 6 tháng 4, 1986 (30 tuổi)   | 14   | 2   | Ba                 |
| 3  | HV | Remueru Tekiate       | 7 tháng 8, 1990 (25 tuổi)   | 3    | 0   | Hekari United      |
| 4  | HV | Jale Dreloa           | 21 tháng 4, 1995 (21 tuổi)  | 4    | 0   | Suva               |
| 5  | TĐ | Rusiate Matarerega    | 17 tháng 2, 1993 (23 tuổi)  | 0    | 0   | Suva               |
| 6  | TV | Nickel Chand          | 28 tháng 7, 1995 (20 tuổi)  | 0    | 0   | Suva               |
| 7  | HV | Pita Bolatoga         | 30 tháng 11, 1984 (31 tuổi) | 17   | 3   | Hekari United      |
| 8  | TV | Setareki Hughes       | 8 tháng 6, 1995 (20 tuổi)   | 0    | 0   | Suva               |
| 9  | TĐ | Roy Krishna (Captain) | 20 tháng 8, 1987 (28 tuổi)  | 23   | 15  | Wellington Phoenix |
| 10 | TĐ | Iosefo Verevou        | 5 tháng 1, 1996 (20 tuổi)   | 2    | 0   | Rewa               |
| 11 | TĐ | Ilimotama Jese        | 16 tháng 3, 1990 (26 tuổi)  | 4    | 0   | Nadi               |
| 12 | TV | Tevita Waranaivalu    | 16 tháng 9, 1995 (20 tuổi)  | 3    | 1   | Rewa               |
| 13 | TV | Ilisoni Tuinawaivuvu  | 8 tháng 1, 1991 (25 tuổi)   | 4    | 0   | Labasa             |
| 14 | HV | Kolinio Sivoki        | 10 tháng 3, 1995 (21 tuổi)  | 1    | 0   | Lautoka            |
| 15 | TĐ | Samuela Nabenia       | 5 tháng 2, 1995 (21 tuổi)   | 0    | 0   | Ba                 |
| 16 | TV | Malakai Tiwa          | 3 tháng 10, 1986 (29 tuổi)  | 16   | 5   | Ba                 |
| 17 | TV | Taione Kerevanua      | 19 tháng 4, 1991 (25 tuổi)  | 2    | 1   | Labasa             |
| 18 | TV | Laisenia Raura        | 14 tháng 10, 1990 (25 tuổi) | 1    | 0   | Ba                 |
| 19 | HV | Amani Makoe           | 20 tháng 2, 1991 (25 tuổi)  | 3    | 0   | Rewa               |
| 20 | TM | Shaneel Naidu         | 28 tháng 3, 1995 (21 tuổi)  | 0    | 0   | Ba                 |
| 21 | HV | Alvin Singh           | 9 tháng 6, 1988 (27 tuổi)   | 16   | 1   | Ba                 |
| 22 | TM | Beniamino Mateinaqara | 18 tháng 8, 1987 (28 tuổi)  | 7    | 0   | Suva               |
| 23 | HV | Samuela Kautoga       | 21 tháng 5, 1987 (29 tuổi)  | 10   | 0   | Ba                 |

### New Zealand
Huấn luyện viên:  Anthony Hudson
Đội hình chính thức được công bố vào ngày 12 tháng 5 năm 2016. On 22 May, midfielder Clayton Lewis was replaced by striker Jeremy Brockie, following a possible drugs violation.
Ngày 24 tháng 5, tiền đạo Shane Smeltz được thay bởi tiền vệ Luka Prelevic vì chấn thương.

| Số | VT | Cầu thủ                   | Ngày sinh (tuổi)            | Trận | Bàn | Câu lạc bộ                      |
| -- | -- | ------------------------- | --------------------------- | ---- | --- | ------------------------------- |
| 1  | TM | Stefan Marinovic          | 7 tháng 10, 1991 (24 tuổi)  | 3    | 0   | Unterhaching                    |
| 2  | HV | Kip Colvey                | 15 tháng 3, 1994 (22 tuổi)  | 0    | 0   | San Jose Earthquakes            |
| 3  | TV | Matthew Ridenton          | 11 tháng 3, 1996 (20 tuổi)  | 1    | 0   | Wellington Phoenix              |
| 4  | HV | Themistoklis Tzimopoulos  | 20 tháng 11, 1985 (30 tuổi) | 3    | 0   | PAS Giannina                    |
| 5  | HV | Michael Boxall            | 18 tháng 8, 1988 (27 tuổi)  | 14   | 0   | SuperSport United               |
| 6  | TV | Bill Tuiloma              | 23 tháng 3, 1995 (21 tuổi)  | 9    | 0   | Strasbourg                      |
| 7  | TĐ | Kosta Barbarouses         | 19 tháng 2, 1990 (26 tuổi)  | 29   | 2   | Melbourne Victory               |
| 8  | TV | Michael McGlinchey        | 7 tháng 1, 1987 (29 tuổi)   | 33   | 3   | Wellington Phoenix              |
| 9  | TĐ | Chris Wood (Captain)      | 7 tháng 12, 1991 (24 tuổi)  | 39   | 14  | Leeds United                    |
| 10 | TV | Luka Prelevic             | 7 tháng 9, 1995 (20 tuổi)   | 0    | 0   | Pascoe Vale                     |
| 11 | TV | Marco Rojas               | 5 tháng 11, 1991 (24 tuổi)  | 22   | 1   | Thun                            |
| 12 | TM | Max Crocombe              | 12 tháng 8, 1993 (22 tuổi)  | 0    | 0   | Oxford United                   |
| 13 | TĐ | Monty Patterson           | 9 tháng 12, 1996 (19 tuổi)  | 0    | 0   | Ipswich Town                    |
| 14 | TĐ | Rory Fallon               | 20 tháng 3, 1982 (34 tuổi)  | 18   | 4   | Bristol Rovers                  |
| 15 | TĐ | Jeremy Brockie            | 7 tháng 10, 1987 (28 tuổi)  | 47   | 1   | Supersport United               |
| 16 | TV | Louis Fenton              | 3 tháng 4, 1993 (23 tuổi)   | 3    | 0   | Wellington Phoenix              |
| 17 | HV | Luke Adams                | 8 tháng 5, 1994 (22 tuổi)   | 0    | 0   | South Melbourne                 |
| 18 | HV | Sam Brotherton            | 2 tháng 10, 1996 (19 tuổi)  | 1    | 0   | University of Wisconsin–Madison |
| 19 | HV | Tom Doyle                 | 30 tháng 6, 1992 (23 tuổi)  | 2    | 0   | Wellington Phoenix              |
| 20 | TV | Te Atawhai Hudson-Wihongi | 27 tháng 3, 1995 (21 tuổi)  | 1    | 0   | Onehunga Sports                 |
| 21 | TĐ | Logan Rogerson            | 28 tháng 5, 1998 (18 tuổi)  | 1    | 0   | Wellington Phoenix              |
| 22 | TV | Moses Dyer                | 21 tháng 3, 1997 (19 tuổi)  | 2    | 0   | Onehunga Sports                 |
| 23 | TM | Tamati Williams           | 19 tháng 1, 1984 (32 tuổi)  | 1    | 0   | RKC Waalwijk                    |

### Vanuatu
Huấn luyện viên:  Moise Poida

| Số | VT | Cầu thủ            | Ngày sinh (tuổi)            | Trận | Bàn | Câu lạc bộ         |
| -- | -- | ------------------ | --------------------------- | ---- | --- | ------------------ |
| 1  | TM | Seiloni Iaruel     | 17 tháng 4, 1995 (21 tuổi)  | 4    | 0   | Tafea              |
| 2  | HV | Brian Kaltack      | 30 tháng 9, 1993 (22 tuổi)  | 11   | 3   | Erakor Golden Star |
| 3  | HV | Kevin Shem         | 5 tháng 12, 1993 (22 tuổi)  | 6    | 0   | Tafea              |
| 4  | HV | Jason Thomas       | 20 tháng 1, 1997 (19 tuổi)  | 3    | 0   | Erakor Golden Star |
| 5  | HV | Jacques Wanemut    | 2 tháng 2, 1992 (24 tuổi)   | 1    | 0   | Erakor Golden Star |
| 6  | HV | Ignace Iamak       | 23 tháng 3, 1990 (26 tuổi)  | 3    | 0   | Tafea              |
| 7  | HV | Samuel Kaloros     | 16 tháng 9, 1989 (26 tuổi)  | 1    | 0   | Erakor Golden Star |
| 8  | HV | Remy Kalsrap       | 20 tháng 1, 1996 (20 tuổi)  | 2    | 0   | Erakor Golden Star |
| 9  | TV | Bill Nicholls      | 3 tháng 6, 1993 (22 tuổi)   | 2    | 1   | Tupuji Imere       |
| 10 | TV | Dominique Fred     | 21 tháng 10, 1992 (23 tuổi) | 5    | 0   | Amicale            |
| 11 | TV | Raoul Coulon       | 3 tháng 12, 1995 (20 tuổi)  | 1    | 0   | Tupuji Imere       |
| 12 | TV | Zica Manuhi        | 23 tháng 7, 1993 (22 tuổi)  | 1    | 0   | Tafea              |
| 13 | TV | Nemani Roqara      | 9 tháng 6, 1993 (22 tuổi)   | 2    | 0   | Erakor Golden Star |
| 14 | TV | Bong Kalo          | 18 tháng 1, 1997 (19 tuổi)  | 2    | 0   | Tafea              |
| 15 | TV | Daniel Natou       | 25 tháng 11, 1989 (26 tuổi) | 5    | 0   | Solomon Warriors   |
| 16 | TĐ | Tony Kaltack       | 5 tháng 9, 1996 (19 tuổi)   | 2    | 1   | Erakor Golden Star |
| 17 | TĐ | Jean Kaltack       | 19 tháng 8, 1994 (21 tuổi)  | 8    | 9   | Erakor Golden Star |
| 18 | TĐ | Fenedy Masauvakalo | 4 tháng 11, 1985 (30 tuổi)  | 12   | 1   | Amicale            |
| 19 | TĐ | Kensi Tangis       | 20 tháng 1, 1990 (26 tuổi)  | 13   | 2   | Solomon Warriors   |
| 20 | TM | Chikau Mansale     | 13 tháng 1, 1983 (33 tuổi)  | 16   | 0   | Hekari United      |
| 21 | TM | Kaloran Firiam     | 10 tháng 12, 1994 (21 tuổi) | 0    | 0   | Tafea              |
| 22 | TV | Jacky Ruben        | 24 tháng 6, 1996 (19 tuổi)  | 2    | 0   | Erakor Golden Star |
| 23 | TĐ | Don Mansale        | 10 tháng 10, 1991 (24 tuổi) | 3    | 0   | Tupuji Imere       |

### Quần đảo Solomon
Huấn luyện viên:  Moses Toata

| Số | VT | Cầu thủ                  | Ngày sinh (tuổi)            | Trận | Bàn | Câu lạc bộ         |
| -- | -- | ------------------------ | --------------------------- | ---- | --- | ------------------ |
| 1  | TM | Philip Mango             | 28 tháng 8, 1995 (20 tuổi)  | 2    | 0   | Marist Fire        |
| 2  | HV | Hadisi Aengari           | 23 tháng 10, 1988 (27 tuổi) | 2    | 0   | Solomon Warriors   |
| 3  | HV | Bata Furai               | 4 tháng 1, 1985 (31 tuổi)   | 1    | 0   | Solomon Warriors   |
| 4  | HV | Fred Fakari              | 9 tháng 11, 1989 (26 tuổi)  | 2    | 0   | Solomon Warriors   |
| 5  | HV | Freddie Kini             | 27 tháng 11, 1992 (23 tuổi) | 6    | 0   | Amicale            |
| 6  | HV | Allen Peter              | 11 tháng 9, 1995 (20 tuổi)  | 1    | 0   | Malaita Kingz      |
| 7  | TĐ | Dennis Ifunaoa           | 9 tháng 11, 1991 (24 tuổi)  | 2    | 0   | Solomon Warriors   |
| 8  | TV | Paul Wale                | 9 tháng 7, 1985 (30 tuổi)   | 2    | 0   | Koloale FC Honiara |
| 9  | TĐ | Benjamin Totori          | 20 tháng 2, 1986 (30 tuổi)  | 27   | 16  | Western United     |
| 10 | TV | Judd Molea               | 23 tháng 8, 1988 (27 tuổi)  | 7    | 1   | Western United     |
| 11 | TV | Micah Lea'alafa          | 1 tháng 6, 1991 (24 tuổi)   | 2    | 1   | Auckland City      |
| 12 | TM | Samson Koti              | 11 tháng 12, 1991 (24 tuổi) | 5    | 0   | Solomon Warriors   |
| 13 | TĐ | James Naka               | 9 tháng 10, 1984 (31 tuổi)  | 16   | 3   | Amicale            |
| 14 | TV | Moffat Kilifa            | 17 tháng 11, 1990 (25 tuổi) | 1    | 0   | Ifira Black Bird   |
| 15 | TĐ | Jerry Donga              | 31 tháng 1, 1991 (25 tuổi)  | 0    | 0   | Solomon Warriors   |
| 16 | TĐ | Gagame Feni              | 21 tháng 8, 1992 (23 tuổi)  | 2    | 0   | Western United     |
| 17 | HV | Nelson Sale Kilifa       | 7 tháng 10, 1986 (29 tuổi)  | 27   | 0   | Amicale            |
| 18 | TV | Henry Fa'arodo (Captain) | 5 tháng 10, 1982 (33 tuổi)  | 40   | 15  | Western United     |
| 19 | TV | Gibson Daudau            | 3 tháng 9, 1988 (27 tuổi)   | 1    | 0   | Solomon Warriors   |
| 20 | TV | Charlie Otainao          | 5 tháng 6, 1992 (23 tuổi)   | 2    | 0   | Kossa              |
| 22 | TV | Joses Nawo               | 3 tháng 5, 1988 (28 tuổi)   | 15   | 4   | Hekari United      |
| 23 | TM | James Do'oro             | 19 tháng 6, 1995 (20 tuổi)  | 0    | 0   | Kossa              |

## Đại diện cầu thủ

### Theo quốc gia của câu lạc bộ
Quốc gia in nghiêng không được đại diện bởi đội tuyển quốc gia trong vòng chung kết
| Số cầu thủ | Câu lạc bộ                   |
| ---------- | ---------------------------- |
| 26         | Papua New Guinea             |
| 24         | Vanuatu                      |
| 20         | Fiji, Tahiti                 |
| 19         | Nouvelle-Calédonie           |
| 18         | Quần đảo Solomon             |
| 13         | Samoa                        |
| 12         | New Zealand                  |
| 6          | Úc                           |
| 5          | Hoa Kỳ                       |
| 4          | Anh, Pháp                    |
| 2          | Nam Phi                      |
| 1          | Đức, Hi Lạp, Hà Lan, Thụy Sĩ |